# غونزالو سيبولفيدا
غونزالو سيبولفيدا (بالإسبانية: Gonzalo Sepúlveda)‏ (10 نوفمبر 1988 بسانتياغو في تشيلي - ) هو مدرب كرة قدم ولاعب كرة قدم تشيلي في مركز الوسط. لعب مع نادي أونيفرسيداد كاتوليكا ونادي كيتشي وديبورتيفو نوبلينس ‏ وProvincial Osorno ‏ ويونيون لا كاليرا.

## وصلات خارجية
- غونزالو سيبولفيدا على موقع قاعدة بيانات كرة القدم.إي يو (الإنجليزية)
- غونزالو سيبولفيدا على موقع Soccerway.com (الإنجليزية)
- غونزالو سيبولفيدا على موقع AS.com (الإسبانية)